# Ciudadela

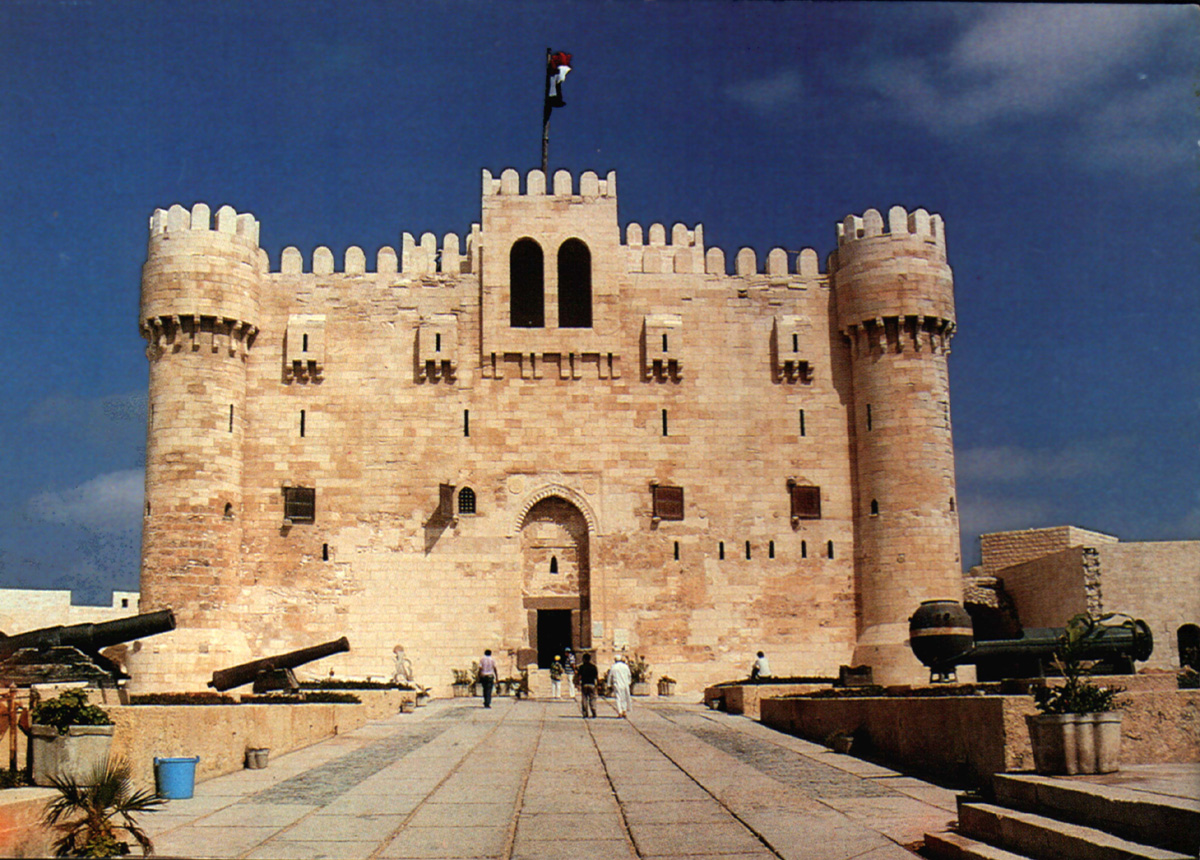
Ciudadela de Qatibay, en Alejandría, Egipto.

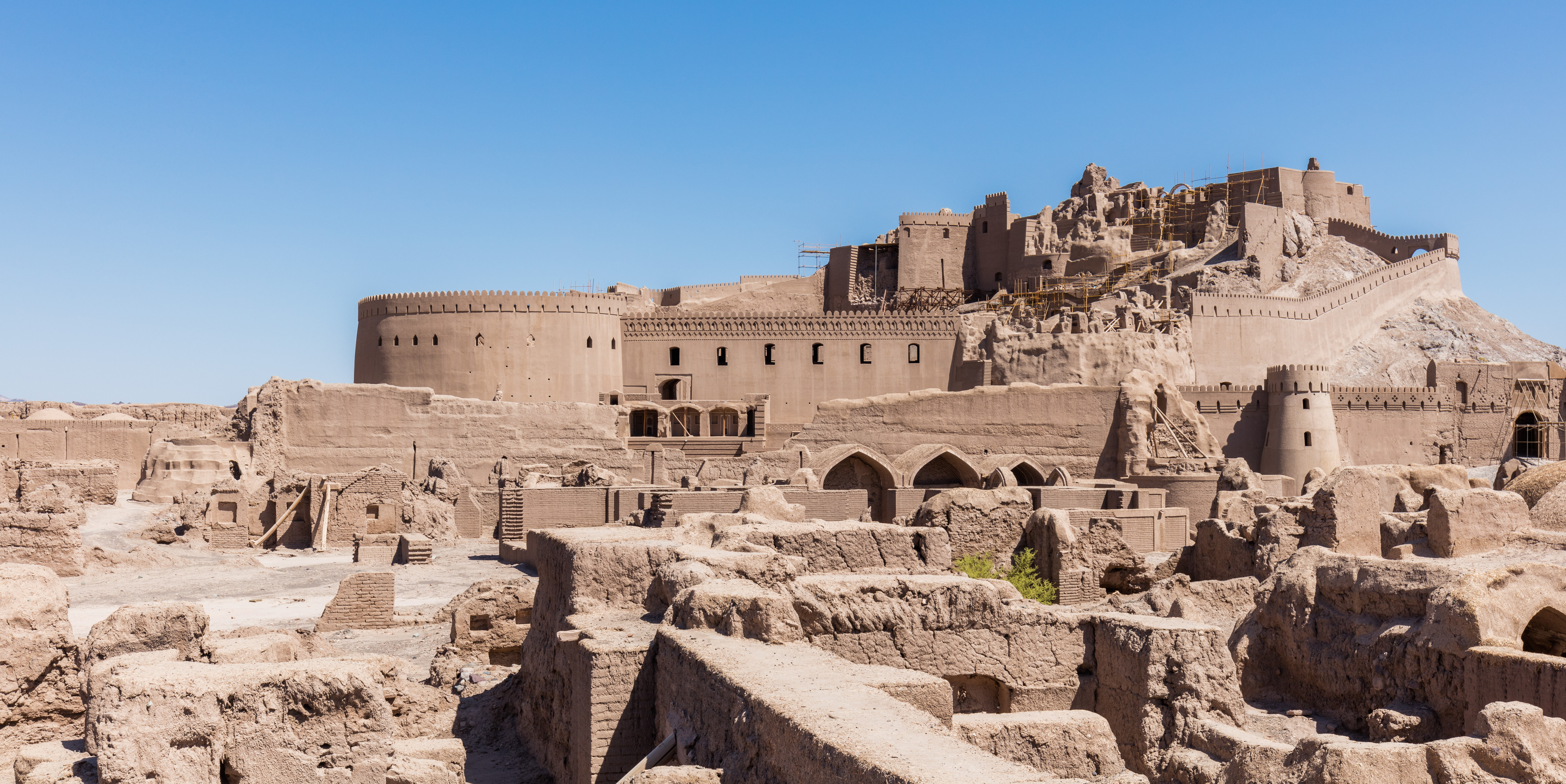
Ciudadela de Bam, Irán.

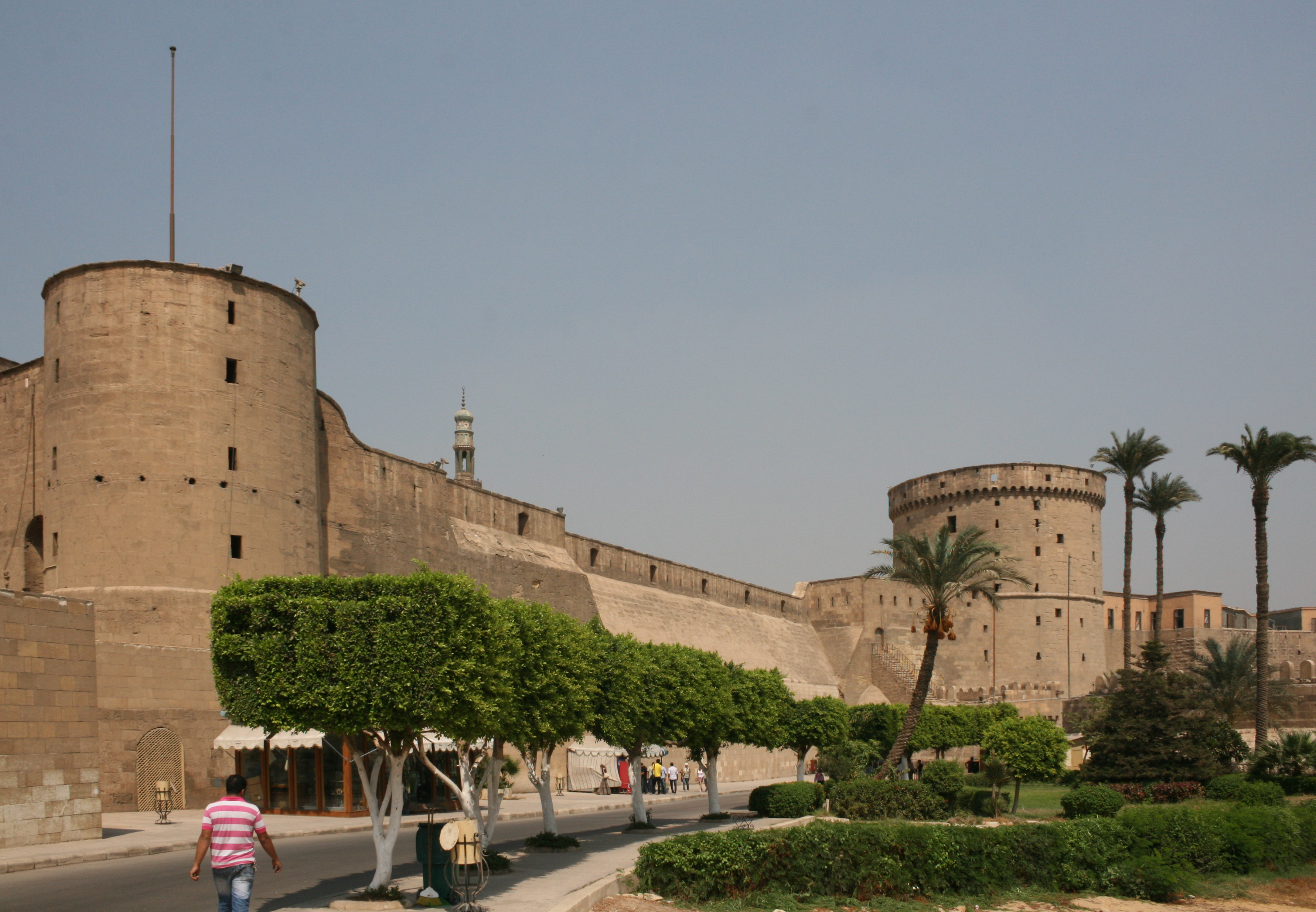
Ciudadela de El Cairo, Egipto.

La ciudadela es una fortaleza construida en el recinto de una plaza fuerte o ciudad fortificada. Se trata de una fortaleza con baluartes y foso situada por lo común en puesto ventajoso para sujetar o defender una plaza de armas que regularmente cae o da al pie de sus baterías. El término procede del italiano cittadella, diminutivo de città, ciudad.

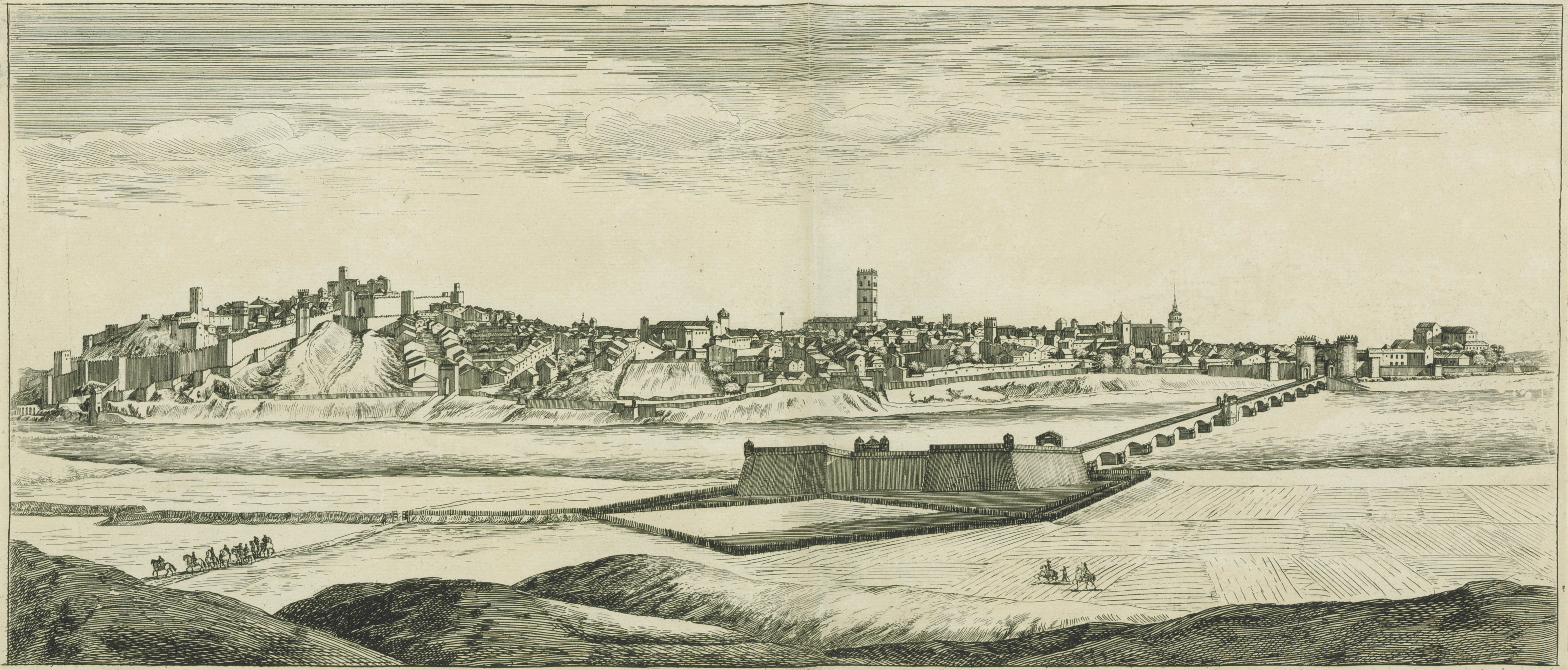
Dibujo de la ciudad fortificada y amurallada de Badajoz (mediados del siglo XVII). Murallas de la Alcazaba en el margen izquierdo. Hornabeque de la Cabeza del puente de Palmas en primer plano. Muralla medieval, catedral y Puerta de Palmas al fondo.

En varios países, las ciudadelas ganaron un nombre específico, como "Kremlin" en Rusia o "Alcázar" en España. En las ciudades europeas, el término "Citadel" y "Castillo de la ciudad" se usan indistintamente. El término "torre" también se utiliza en algunos casos, como la Torre de Londres y la Torre de David de Jerusalén. Sin embargo, la ciudadela de Haití, que es la más grande ciudadela en el hemisferio occidental, se llama Citadelle Laferrière o simplemente la "Citadel" en inglés.